# Erastvere
Erastvere är en ort i Estland. Den ligger i Kanepi kommun och landskapet Põlvamaa, i den södra delen av landet, 200 km sydost om huvudstaden Tallinn. Erastvere ligger 144 meter över havet och antalet invånare är 311.
Terrängen runt Erastvere är platt. Runt Erastvere är det glesbefolkat, med 11 invånare per kvadratkilometer. Närmaste större samhälle är Põlva, 19,1 km nordost om Erastvere. I omgivningarna runt Erastvere växer i huvudsak blandskog.